# Ljubljana-Haag-konventionen
Ljubljana-Haag-konventionen er en international konvention om samarbejde mellem deltagerlandene i forbindelse med retsforfølgelse af folkedrab, forbrydelser mod menneskeheden, krigsforbrydelser og andre internationale forbrydelser. Konventionens fulde danske titel er Ljubljana-Haag-konventionen om internationalt samarbejde om efterforskning og retsforfølgelse af folkedrab, forbrydelser mod menneskeheden, krigsforbrydelser og andre internationale forbrydelser.
Konventionen regulerer hvordan deltagerlandene kan samarbejde om indsamling og deling af bevismateriale, fælles efterforskning, udlevering af mistænkte og andre forhold i forbindelse med internationale forbrydelser. Tidligere har mange lande indgået bilaterale aftaler om gensidig hjælp i den slags sager. Konventionen regulerer hvordan det skal foregå på en mere ensartet måde mellem deltagerlandene.
Holland tog initiativ til konventionen i 2011, og der blev lavet en arbejdsgruppe med juridiske eksperter fra blandt andet Holland, Belgien og Slovenien. Ljubljana-Haag konventionens tekst blev forhandlet af delegationer fra 70 lande på en diplomatisk konference i Ljubljana, Sloveniens hovedstad, fra 15. til 26. maj 2023. Fra 14. februar 2024 har stater kunnet underskrive konventionen. Den vil tidligst træde i kraft 3 måneder efter at 3 stater har tilsluttet sig og ratificeret den.
Konventionen har navn efter Ljubljana, hvor den blev forhandlet i 2023, og Haag, hvor de første lande underskrev den i 2024.

## Lande som har underskrevet konventionen
34 lande underskrev Ljubljana-Haag-konventionen ved en cermeoni i Haag 14. februar 2024 og 15. februar 2024.
Blandt de første underskrivere var
Albanien,
Belgien,
Bulgarien,
Chile,
DR Congo,
Danmark,
Finland,
Frankrig,
Ghana,
Holland,
Irland,
Liechtenstein,
Malta,
Moldova,
Nordmakedonien,
Norge,
Schweiz,
Slovenien,
Sverige,
Ukraine
og
Østrig.